# Neritos cardinalis
Neritos cardinalis là một loài bướm đêm thuộc phân họ Arctiinae, họ Erebidae.